# Norman Robert Pogson
| Entdeckte Asteroiden: 8 | Entdeckte Asteroiden: 8 |
| ----------------------- | ----------------------- |
| Isis                    | 23. Mai 1856            |
| Ariadne                 | 15. April 1857          |
| Hestia                  | 16. August 1857         |
| Asia                    | 17. April 1861          |
| Sappho                  | 2. Mai 1864             |
| Sylvia                  | 16. Mai 1866            |
| Camilla                 | 17. November 1868       |
| Vera                    | 6. Februar 1885         |

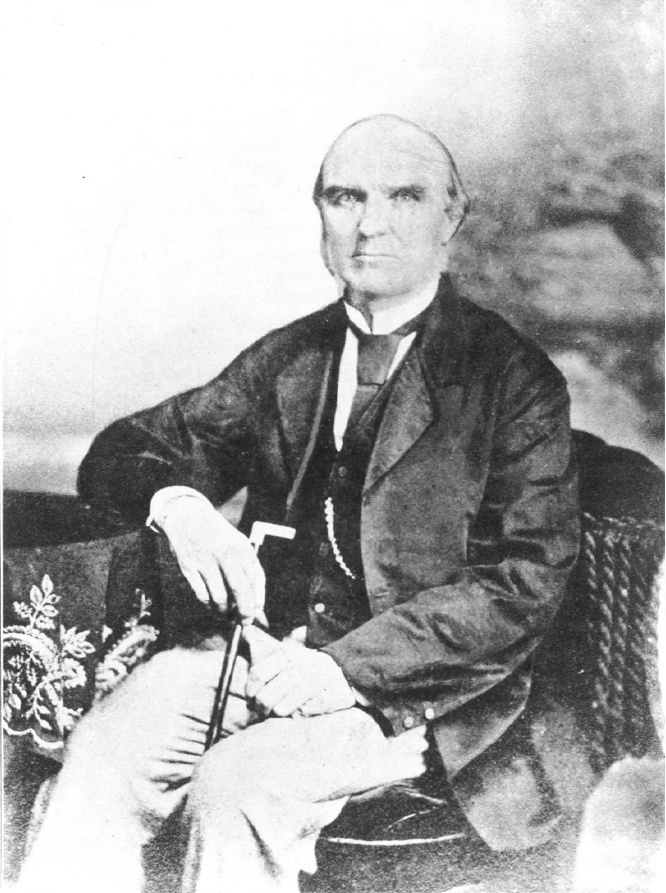
Norman Robert Pogson

Norman Robert Pogson (* 23. März 1829 in Nottingham; † 23. Juni 1891) war ein englischer Astronom.
Pogson wurde 1851 Assistent am Radcliffe Observatory in Oxford. Ab 1858 war er Direktor des Hartwell-Hall-Observatoriums in Buckingham. Von 1861 an war er Direktor des Madras-Observatoriums in Indien.
Pogson entdeckte acht Asteroiden (siehe Liste der Asteroiden) sowie 21 veränderliche Sterne und erstellte einen umfangreichen Sternenkatalog. Er standardisierte die Helligkeitsskala der Sterne, indem er das bereits von Hipparchos eingeführte System der Größenklassen in ein logarithmisches Verhältnis setzte. Danach ist ein heller Stern der 1. Größenklasse einhundertmal heller als ein Stern der 6. Größenklasse, der unter guten Sichtbedingungen gerade noch mit bloßem Auge erkennbar ist. 
Zu Ehren Pogsons wurde ein 50 km großer Mondkrater und der Asteroid (1830) Pogson nach ihm benannt.
Seine Tochter Isis (1852–1945) war ebenfalls Astronomin.